# Viđenje Isusa Krista u kasarni V.P. 2507
Viđenje Isusa Krista u kasarni V.P. 2507 drama je Ive Brešana, napisana 1973. godine, koja je premijeru doživjela 11 godina kasnije, 1984. u Beogradu.

## Drama
U vojarni (u komunističkoj Jugoslaviji u službenoj porabi bila je tuđica kasarna) V.P. 2507 ukazao se Isus Krist, ishod ukazanja malo manje od 2 tisuće godina od prvog ukazanja Isusa, u komunističkoj Jugoslaviji završilo je na sličan način kao i prvo ukazanje, tako što je pukovnik Pilić (aluzija na Poncija Pilata) oprao ruke.

### Likovi
- pukovnik Pilić, komandant garnizona (Poncije Pilat)
- major Kajferović, zamjenik komandanta za MPV (u srbiziranom JNA žargonu - moralno-političko vaspitanje; Kajfa)
- kapetan Ristić (Isus Krist)
- vodnik Škarić (Juda Iškariotski)

vojnici:
- Andrej - Slovenac, desetar
- Suljo - Bosanac
- Šimun - Dalmatinac
- Batistinović - svećenik na odsluženju vojnog roka
- Tadija - Crnogorac
- Tomča - Makedonac
- Jovanče - Šumadinac
- Matek - Zagorac
- Filipi - profesor na odsluženju vojnog roka
- Kefail - Ciganin
- Zebedići - Albanac
- Bartol

Napomena: - područne ili nacionalne pripadnosti te profesije vojnika preuzeti su iz drame.

### Brešanova satira
U JNA se propovijedalo kako je religija odnosno vjera zlo, a Isus Krist ne postoji.
Valja znati da Brešanova satira komunističkog progona vjere nije nešto novo, isti motiv odnosno besmisao zabranjivanja vjere kritizirao je još jedan veliki pisac, Branko Ćopić u svojem djelu "Doživljaji Nikoletine Bursaća" - kada je drug komesar 1945. rekao da Boga nema.

### Obrana Brešana
U glosi uz Isusa ... Slobodan Šnajder objasnio je (i pokušao obraniti Brešana od mogućih napada) kako je drama u kojoj se umješno ismijavaju ključne manjkavosti komunističke Jugoslavije napisana 1973. godine, pa samim time nema veze sa slovenskim napadima (časopis Mladina) na JNA 1989. godine, kada je knjiga "Nove groteskne tragedije" objavljena, nakon što je 5 godina ranije doživjela premijeru, 11 godina nakon što je napisana, i uglavnom izvođena u Srbiji, gdje je očito u to vrijeme bilo više slobode ili više interesa za hrvatske dramatičare.
Koliko je vješto Brešan satirizirao JNA i komunističku SFRJ, toliko je šuplja Šnajderova obrana JNA, jer dakle - "Tema Brešanova teksta nije JNA", da bi rečenicu kasnije, "tema Brešanove drame jest i JNA". Jasno je, trebalo je distancirati koliko je god moguće Brešanovu satiru od tadašnjih napada na JNA, kao da je Brešan satirizirao neku "dobru" JNA, dok su "mladi današnji slovenski kritičari" napadali neku drugu, zlu JNA. A JNA je bila jedna jedina, svrhovita kao Hidrocentrala u Suhom dolu (drama Ive Brešana), korisna samo za teror u zadnjem desetljeću komunističke Jugoslavije, a pred raspad SFRJ kao pomoć i zaštita ratnim zločincima.